# Associazione Sportiva Siracusa 1991-1992
Questa pagina raccoglie le informazioni riguardanti l'Associazione Sportiva Siracusa nelle competizioni ufficiali della stagione 1991-1992.

## Rosa
| N. |                   | Ruolo | Calciatore          |
| -- | ----------------- | ----- | ------------------- |
|    | Italia (bandiera) | D     | David Balleri       |
|    | Italia (bandiera) | D     | Giuseppe Casabianca |
|    | Italia (bandiera) |       | Crisafulli          |
|    | Italia (bandiera) | C     | Giovanni Cusatis    |
|    | Italia (bandiera) | C     | Williamo Dal Balcon |
|    | Italia (bandiera) | D     | Stefano De Angelis  |
|    | Italia (bandiera) | C     | Oreste Didonè       |
|    | Italia (bandiera) | D     | Silvio Giorgi       |
|    | Italia (bandiera) | A     | Fabio Lucidi        |
|    | Italia (bandiera) | C     | Primo Maragliulo    |
|    | Italia (bandiera) | C     | Marcello Melli (II) |

| N. |                   | Ruolo | Calciatore           |
| -- | ----------------- | ----- | -------------------- |
|    | Italia (bandiera) | P     | Giuseppe Moro        |
|    | Italia (bandiera) | P     | Giuseppe Nioi        |
|    | Italia (bandiera) | C     | Fabio Novelli        |
|    | Italia (bandiera) | C     | Nicola Olivari       |
|    | Italia (bandiera) | A     | Amerigo Paradiso     |
|    | Italia (bandiera) | A     | Patrizio Pazzini     |
|    | Italia (bandiera) | D     | Fulvio Rondini       |
|    | Italia (bandiera) | A     | Roberto Russo        |
|    | Italia (bandiera) | D     | Sergio Salice        |
|    | Italia (bandiera) | D     | Gianbattista Zanetti |

## Risultati

### Campionato

#### Girone di andata
| Siracusa 15 settembre 1991 1ª giornata | Siracusa          | 0 – 0 | Nola | Stadio Nicola De Simone (4000 spett.)\| Arbitro: \| D'Agostini (Roma) \| |
| Arbitro:                               | D'Agostini (Roma) |       |      |                                                                          |

| 22 settembre 1991 2ª giornata | Fano | 4 – 0 | Siracusa |  |

| 29 settembre 1991 3ª giornata | Siracusa | 0 – 0 | Acireale |  |

| 6 ottobre 1991 4ª giornata | Catania | 2 – 2 | Siracusa |  |

| 13 ottobre 1991 5ª giornata | Siracusa | 0 – 0 | Sambenedettese |  |

| 20 ottobre 1991 6ª giornata | Casarano | 2 – 0 | Siracusa |  |

| 27 ottobre 1991 7ª giornata | Siracusa | 2 – 1 | Fidelis Andria |  |

| 10 novembre 1991 8ª giornata | Perugia | 0 – 0 | Siracusa |  |

| 17 novembre 1991 9ª giornata | Siracusa | 0 – 0 | Barletta |  |

| 24 novembre 1991 10ª giornata | Giarre | 2 – 1 | Siracusa |  |

| 1º dicembre 1991 11ª giornata | Licata | 4 – 0 | Siracusa |  |

| 8 dicembre 1991 12ª giornata | Siracusa | 0 – 0 | Ischia Isolaverde |  |

| 15 dicembre 1991 13ª giornata | Ternana | 0 – 1 | Siracusa |  |

| 22 dicembre 1991 14ª giornata | Siracusa | 1 – 1 | Chieti |  |

| 29 dicembre 1991 15ª giornata | Salernitana | 0 – 1 | Siracusa |  |

| 12 gennaio 1992 16ª giornata | Siracusa | 2 – 0 | Reggina |  |

| 19 gennaio 1992 17ª giornata | Monopoli | 1 – 1 | Siracusa |  |

#### Girone di ritorno
| Nola 26 gennaio 1992 18ª giornata | Nola              | 0 – 0 | Siracusa | Stadio Comunale Piazza d'Armi (1000 spett.)\| Arbitro: \| Capraro (Cassino) \| |
| Arbitro:                          | Capraro (Cassino) |       |          |                                                                                |

| 9 febbraio 1992 19ª giornata | Siracusa | 2 – 0 | Fano |  |

| 16 febbraio 1992 20ª giornata | Acireale | 2 – 1 | Siracusa |  |

| 23 febbraio 1992 21ª giornata | Siracusa | 0 – 1 | Catania |  |

| 1º marzo 1992 22ª giornata | Sambenedettese | 3 – 1 | Siracusa |  |

| 8 marzo 1992 23ª giornata | Siracusa | 1 – 0 | Casarano |  |

| 15 marzo 1992 24ª giornata | Fidelis Andria | 2 – 1 | Siracusa |  |

| 23 marzo 1992 25ª giornata | Siracusa | 2 – 4 | Perugia |  |

| 5 aprile 1992 26ª giornata | Barletta | 1 – 1 | Siracusa |  |

| 12 aprile 1992 27ª giornata | Siracusa | 2 – 2 | Giarre |  |

| 18 aprile 1992 28ª giornata | Siracusa | 3 – 0 | Licata |  |

| 26 aprile 1992 29ª giornata | Ischia Isolaverde | 1 – 0 | Siracusa |  |

| 3 maggio 1992 30ª giornata | Siracusa | 1 – 1 | Ternana |  |

| 10 maggio 1992 31ª giornata | Chieti | 3 – 0 | Siracusa |  |

| 17 maggio 1992 32ª giornata | Siracusa | 4 – 3 | Salernitana |  |

| 24 maggio 1992 33ª giornata | Reggina | 1 – 0 | Siracusa |  |

| 31 maggio 1992 34ª giornata | Siracusa | 2 – 1 | Monopoli |  |